# Rohingya
Rohingya er et statsløst folk af omtvistet herkomst. Hovedparten af rohingyaerne bekender sig til islam, mens en mindre del bekender sig til hinduisme. Ifølge opgørelser omfatter rohingyafolket 1.547.778–2.000.000+ hvoraf de fleste bor i delstaten Rakhine, i Myanmar. Der er også betydelige grupper i Bangladesh, Pakistan og Saudiarabien.

## Sprog
Rohingya-sproget er en undergren til de indoiranske sprog, der igen er en undergruppe til de indoeuropæiske sprog. Sproget er beslægtet med chittagonian-sproget, et sprog der tales i den sydligste del af Bangladesh, hvor Bangladesh grænser op til Myanmar. Både rohingya-sproget og chittagonian-sproget er beslægtet med bengali, men sprogene er ikke indbyrdes forståelige.
Rohingyaerne taler ikke burmesisk, der er lingua franca (det vil sige fællessprog) i Myanmar, og rohingyaerne har derfor problemer med integration med det øvrige Myanmar.
Lærde i Rohingya har i deres skrifter benyttet forskellige alfabeter, herunder arabisk, hanifi, urdu og det burmesiske alfabet.
Hanifi er et nyudviklet alfabet med oprindelse i det arabiske alfabet og med tilføjelse af fire bogstaver, der stammer fra latin og burmesisk.
Der er tillige udviklet et nyt alfabet med oprindelse i det latinske alfabet, med benyttelse af alle 26 engelske bogstaver fra A til Z, og med diverse tilføjelser af yderligere bogstaver. Det nye alfabet er blevet godkendt af ISO med koden ISO 639-3 "rhg".